# Fredede bygninger i Kolding Kommune
Denne liste over fredede bygninger i Kolding Kommune viser alle fredede bygninger i Kolding Kommune, bortset fra kirker. Listen bygger på data fra Kulturarvsstyrelsen.